# Barrowden
Barrowden – wieś w Anglii, w hrabstwie Rutland. Leży 13 km na południowy wschód od miasta Oakham i 125 km na północ od Londynu. W 2001 miejscowość liczyła 420 mieszkańców.